# إميل مارتينيز
إميل مارتينيز (بالإسبانية: Emil Martínez)‏ (17 سبتمبر 1982 في هندوراس - ) هو لاعب كرة قدم هندوراسي في مركز الوسط، شارك في الألعاب الأولمبية الصيفية 2008. وشارك مع منتخب هندوراس لكرة القدم. أما مع النوادي، فقد لعب مع جيجيانغ غرينتاون وشانغهاي غرينلاند شينهوا ونادي بكين سينوبو غوان ونادي ماراثون ونادي ألاجولينسي وIndios de Ciudad Juárez ‏ وHunan Billows F.C. ‏.

## وصلات خارجية
- إميل مارتينيز على موقع الاتحاد الدولي (مؤرشف)  (الإنجليزية)
- إميل مارتينيز على موقع قاعدة بيانات كرة القدم.إي يو (الإنجليزية)
- إميل مارتينيز على موقع ناشيونال فوتبول تيمز (الإنجليزية)
- إميل مارتينيز على موقع Soccerway.com (الإنجليزية)
- إميل مارتينيز على موقع أوليمبيديا (الإنجليزية)